# Ryan Lasch
Ryan Lasch (* 22. Januar 1987 in Lake Forest, Kalifornien) ist ein US-amerikanischer Eishockeyspieler, der seit Juli 2025 bei Vålerenga Oslo aus der norwegischen Elitehockeyligaen unter Vertrag steht und dort auf der Position des rechten Flügelstürmers spielt. Zuvor absolvierte Lasch unter anderem über 500 Spiele in der Elitserien bzw. Svenska Hockeyligan, wo er mit dem Frölunda HC mehrfach die schwedische Meisterschaft und die Champions Hockey League gewann.

## Karriere
Lasch begann seine Karriere in der Saison 2004/05 bei den Pembroke Lumber Kings in der Juniorenliga Canadian Junior Hockey League und stand dort für zwei Spielzeiten auf dem Eis. Zwischen 2006 und 2010 spielte er für die Universitätsmannschaft der St. Cloud State University in der Western Collegiate Hockey Association (WCHA), die in den Spielbetrieb der National Collegiate Athletic Association (NCAA) eingegliedert ist. Im Sommer 2010 entschied sich der US-Amerikaner für einen Wechsel nach Europa und schloss sich dem schwedischen Erstligisten Södertälje SK an, für den er in der Saison 2010/11 aktiv war. Zur folgenden Spielzeit wechselte Lasch zu den Pelicans Lahti in die finnische SM-liiga, wo er mit 24 Treffern und 38 Torvorlagen aus 59 Saisonspielen die meisten Scorerpunkte der Liga markierte und daraufhin mit der Veli-Pekka-Ketola-Trophäe ausgezeichnet wurde.

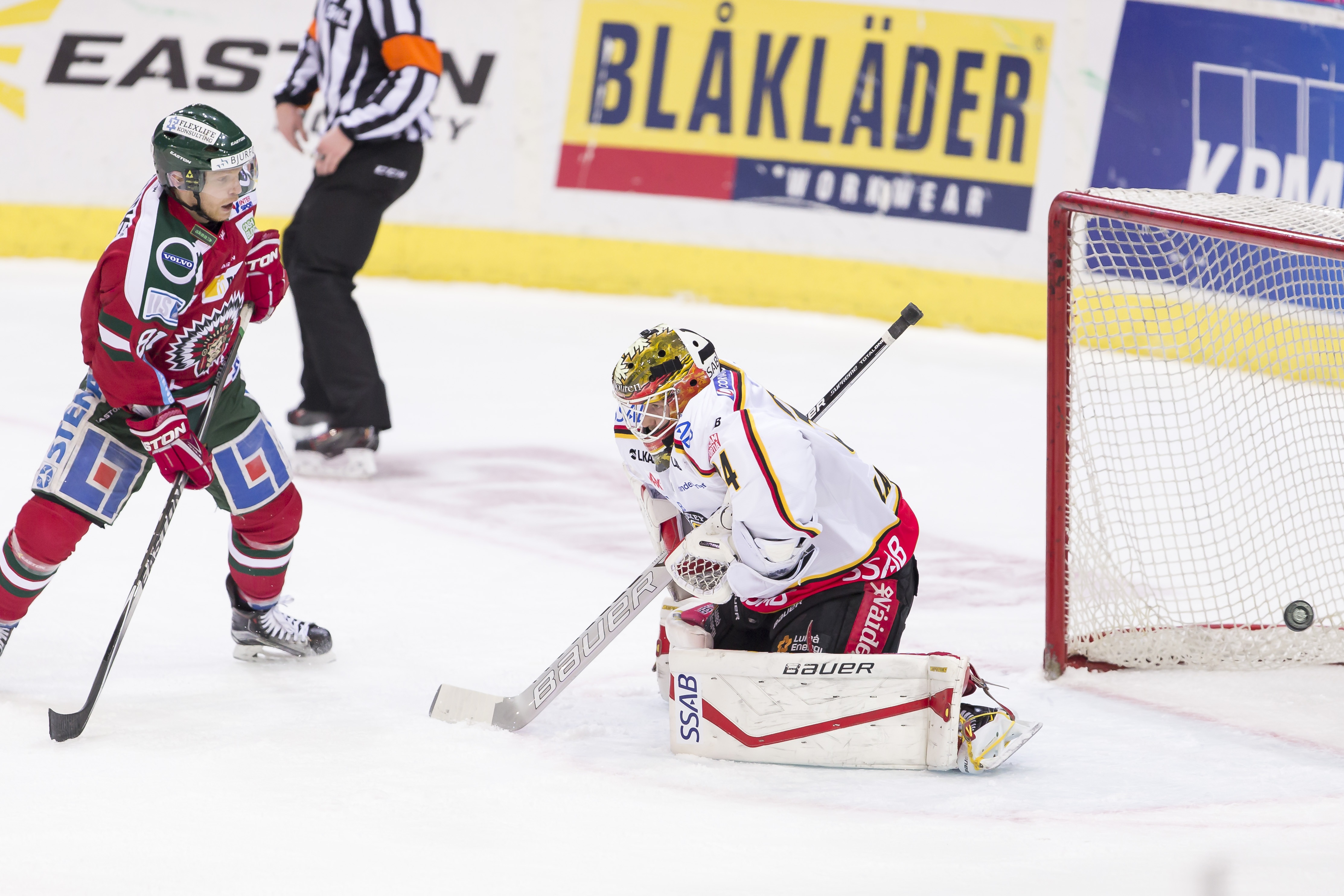
Lasch (links) im Trikot des Frölunda HC

Anschließend kehrte der Angreifer nach Nordamerika zurück und unterschrieb einen Zweijahresvertrag bei den Anaheim Ducks aus der National Hockey League (NHL), wo er jedoch während des Lockout in der Saison 2012/13 zunächst beim Farmteam Norfolk Admirals in der zweitklassigen American Hockey League (AHL) eingesetzt wurde und ebenfalls einige Spiele für die Fort Wayne Komets in der ECHL machte. Zwischen Januar und März 2013 spielte Lasch auf Leihbasis bei den Växjö Lakers in der Elitserien, ehe er im Austausch gegen Dave Steckel zu den Toronto Maple Leafs transferiert wurde. Dort spielte der Rechtsschütze für den verbleibenden Rest der Spielzeit beim Farmteam Toronto Marlies in der AHL.
In der Saison 2013/14 spielte Lasch erneut für die Lakers in der Svenska Hockeyligan, bevor er im Sommer 2014 zu TPS Turku in die Liiga wechselte. Im Januar 2015 ging der Angreifer abermals zurück nach Schweden und wurde vom Frölunda HC verpflichtet. Dort spielte Lasch eine sehr erfolgreiche Saison 2015/16: Er gewann mit Frölunda den schwedischen Meistertitel sowie die Champions Hockey League (CHL). In dem Europapokal-Wettbewerb wurde er als bester Spieler der Saison ausgezeichnet, die schwedische Liga führte er in den Kategorien Torvorlagen und Punkten an.
Im September 2016 wurde er vom SC Bern aus der Schweizer National League A (NLA) unter Vertrag genommen. Er wurde mit den Mutzen Schweizermeister und kam auf dem Weg zum Titelgewinn in 62 NLA-Spielen (17 Treffer, 34 Vorlagen) zum Einsatz. Im April 2017 gab Frölunda HC Laschs Rückkehr bekannt, der Amerikaner unterschrieb bei den Schweden einen Vertrag bis 2020. In den folgenden drei Jahren gewann er mit den Indians zwei weitere Male die Champions Hockey League sowie 2019 die schwedische Meisterschaft. Darüber hinaus erhielt er zahlreiche persönliche Auszeichnungen, unter anderem die Stefan Liv Memorial Trophy (2019) und die Ehrung als Wertvollster Spieler der Champions Hockey League 2019/20. Nach diesen Erfolgen entschied sich Lasch für ein Vertragsangebot der Pelicans Lahti aus der finnischen Liiga. Für die Pelicans kam er in 27 Spielen auf 37 Scorerpunkte, ehe er im Januar 2021 von den ZSC Lions verpflichtet wurde. Zur Saison 2021/22 kehrte er zum Frölunda HC zurück. Dort verweilte der US-Amerikaner zwei Spielzeiten. Im Juni 2023 unterzeichnete er einen Zweijahresvertrag bei den Pelicans Lahti, für die er zuvor bereits einige Zeit lang aktiv gewesen war. Mit dem Klub wurde er im Frühjahr 2024 – wie bereits 2012 – Vizemeister.
Im Sommer 2025 wechselte der US-Amerikaner nach zwei Jahren in Lahti zu Vålerenga Oslo aus der norwegischen Elitehockeyligaen.

## Erfolge und Auszeichnungen
- 2007 WCHA All-Rookie Team
- 2008 WCHA First All-Star Team
- 2008 NCAA West Second All-American Team
- 2009 WCHA First All-Star Team
- 2010 WCHA All-Academic Team
- 2012 Finnischer Vizemeister mit den Pelicans Lahti
- 2012 Veli-Pekka-Ketola-Trophäe
- 2012 All-Star-Team der SM-liiga
- 2012 Topscorer und bester Vorlagengeber der SM-liiga-Playoffs
- 2016 Champions-Hockey-League-Gewinn mit dem Frölunda HC
- 2016 Wertvollster Spieler der Champions Hockey League
- 2016 Topscorer der Champions Hockey League
- 2016 Schwedischer Meister mit dem Frölunda HC
- 2016 Topscorer und bester Vorlagengeber der SHL-Hauptrunde
- 2016 Topscorer und bester Vorlagengeber der SHL-Playoffs
- 2017 Schweizer Meister mit dem SC Bern
- 2018 Bester Vorlagengeber der Champions Hockey League
- 2018 Bester Vorlagengeber der SHL-Hauptrunde
- 2019 Champions-Hockey-League-Gewinn mit dem Frölunda HC
- 2019 Topscorer und bester Vorlagengeber der Champions Hockey League
- 2019 Schwedischer Meister mit dem Frölunda HC
- 2019 Stürmer des Jahres der Svenska Hockeyligan
- 2019 Stefan Liv Memorial Trophy
- 2019 Topscorer und bester Vorlagengeber der SHL-Hauptrunde
- 2019 Topscorer und bester Vorlagengeber der SHL-Playoffs
- 2020 Champions-Hockey-League-Gewinn mit dem Frölunda HC
- 2020 Wertvollster Spieler der Champions Hockey League[6]
- 2020 Topscorer und bester Vorlagengeber der Champions Hockey League
- 2022 Topscorer und bester Vorlagengeber der Champions Hockey League
- 2022 Topscorer und bester Vorlagengeber der SHL-Hauptrunde
- 2023 Topscorer und bester Vorlagengeber der Champions Hockey League
- 2024 Finnischer Vizemeister mit den Pelicans Lahti

## Karrierestatistik
Stand: Ende der Saison 2024/25

### International
Vertrat die USA bei:
- Weltmeisterschaft 2012

(Legende zur Spielerstatistik: Sp oder GP = absolvierte Spiele; T oder G = erzielte Tore; V oder A = erzielte Assists; Pkt oder Pts = erzielte Scorerpunkte; SM oder PIM = erhaltene Strafminuten; +/− = Plus/Minus-Bilanz; PP = erzielte Überzahltore; SH = erzielte Unterzahltore; GW = erzielte Siegtore; 1 Play-downs/Relegation; Kursiv: Statistik nicht vollständig)